# М-55 (самолёт)
М-55 «Геофизика» (по кодификации НАТО: Mystic-B) — советский высотный дозвуковой разведчик.

## История создания
После сбития самолёта Пауэрса в СССР была предпринята попытка скопировать U-2. Проектированием машины, получившей обозначение С-13, занималось ОКБ Бериева. Работы над ней были прекращены в мае 1962 года.
Разработка высотного самолёта-перехватчика была начата в ОКБ В. М. Мясищева в конце 1960-х годов. Целью создания такого самолёта был перехват высотных разведывательных аэростатов, регулярно запускавшихся американскими спецслужбами и залетавших иногда на значительные расстояния вглубь территории СССР. По разным причинам постройка первого самолёта затянулась до 1980-х годов и первая опытная машина М-17 «Стратосфера» с регистрационным номером «СССР-17103» поднялась в воздух 26 мая 1982 года.
К этому времени проблема разведывательных аэростатов уже потеряла свою актуальность, и было принято решение на базе М-17 создавать высотный разведывательно-ударный комплекс, состоящий из собственно самолёта-разведчика и наземного пункта наведения и управления, обеспечивающего целеуказание ракетам «земля — земля» и ударным самолётам. Модифицированный самолёт М-17РМ выполнил первый полёт 16 августа 1988 года. В ОКБ самолёт получил обозначение М-55 «Геофизика».
Разработана двухместная учебно-тренировочная модификация самолёта М-55У.
Велись работы по созданию двухместного самолёта высотного воздушного наблюдения «Геофизика-2», имеющего усовершенствованную аэродинамику и удлинённый фюзеляж.

## Конструкция
Построен по схеме цельнометаллического полумонококового высокоплана со свободнонесущим крылом нормальной аэродинамической схемы.
Самолёт имеет двухбалочную конструкцию с высокорасположенным крылом большого удлинения, набранным из сверхкритических высоконесущих профилей. В носовой части фюзеляжа расположена кабина пилота и отсек с разведывательной аппаратурой, массой около 1,5 тонн. Вся хвостовая часть фюзеляжа представляет собой моторный отсек, где располагаются два двухконтурных высокоэкономичных двигателя Д-30В12 (на М-17 стоял один двигатель РД-36-51В).
Ёмкость топливной системы составляет 8300 литров.

## Тактико-технические характеристики
Источник данных: Удалов, 1993 год.

Технические характеристики
- Экипаж: 1 пилот
- Длина: 22,67 м
- Размах крыла: 37,46 м
- Высота: 4,83 м
- Площадь крыла: 131,6 м²
- Профиль крыла: П-173-9
- База шасси: 5,735 м
- Колея шасси: 6,6 м
- Масса пустого: 14 000 кг
- Нормальная взлётная масса: 23 400 кг
- Масса топлива во внутренних баках: 7900 кг
- Масса полезной нагрузки: 1500 кг
- Силовая установка: 2 × ТРДД Д-30-10В
- Тяга: 2 × 88,26 кН (9 000 кгс) (номинальная)
  - взлётная: 2 × 186,3 кН (19000 кгс)
  - на высоте 21000 м: 2 × 6,57 кН (670 кгс)

Лётные характеристики
- Максимальная скорость:  
  - на высоте 20000 м: 743 км/ч
  - на высоте 5000 м: 332 км/ч
- Крейсерская скорость: 0,7 М
- Скорость отрыва: 175 км/ч
- Посадочная скорость: 188 км/ч (при посадочной массе 23 400 кг)
- Практическая дальность: 1220 км
  - максимальная дальность полёта на потолке: 1315 км (с высоты 20 250 м до 20 620 м)
  - максимальная дальность полёта на 17000 м: 5000 км
- Продолжительность полёта на потолке: 2 часа 14 минут
- Продолжительность полёта на 17000 м: 6,5 часа
- Время патрулирования: 48 минут
- Практический потолок: 21 550 м
- Время набора высоты потолка: 35 минут
- Длина разбега: 340 м
- Длина пробега: 875 м